# Routes stratégiques de France
Les routes stratégiques de France sont un ensemble de 38 routes de 1 466 kilomètres classées comme telles entre 1833 et 1862 dans l'Ouest de la France. Leur but était de permettre une arrivée très rapide des forces armées de l’État et leurs approvisionnements, pour réprimer un éventuel soulèvement en Vendée.

## Répartition
- Ille-et-Vilaine : 52 km
- Loire-Inférieure (Loire-Atlantique) : 152 km
- Maine-et-Loire : 281 km
- Mayenne : 367 km
- Sarthe : 8 km
- Deux-Sèvres : 268 km
- Vendée : 340 km

## Histoire

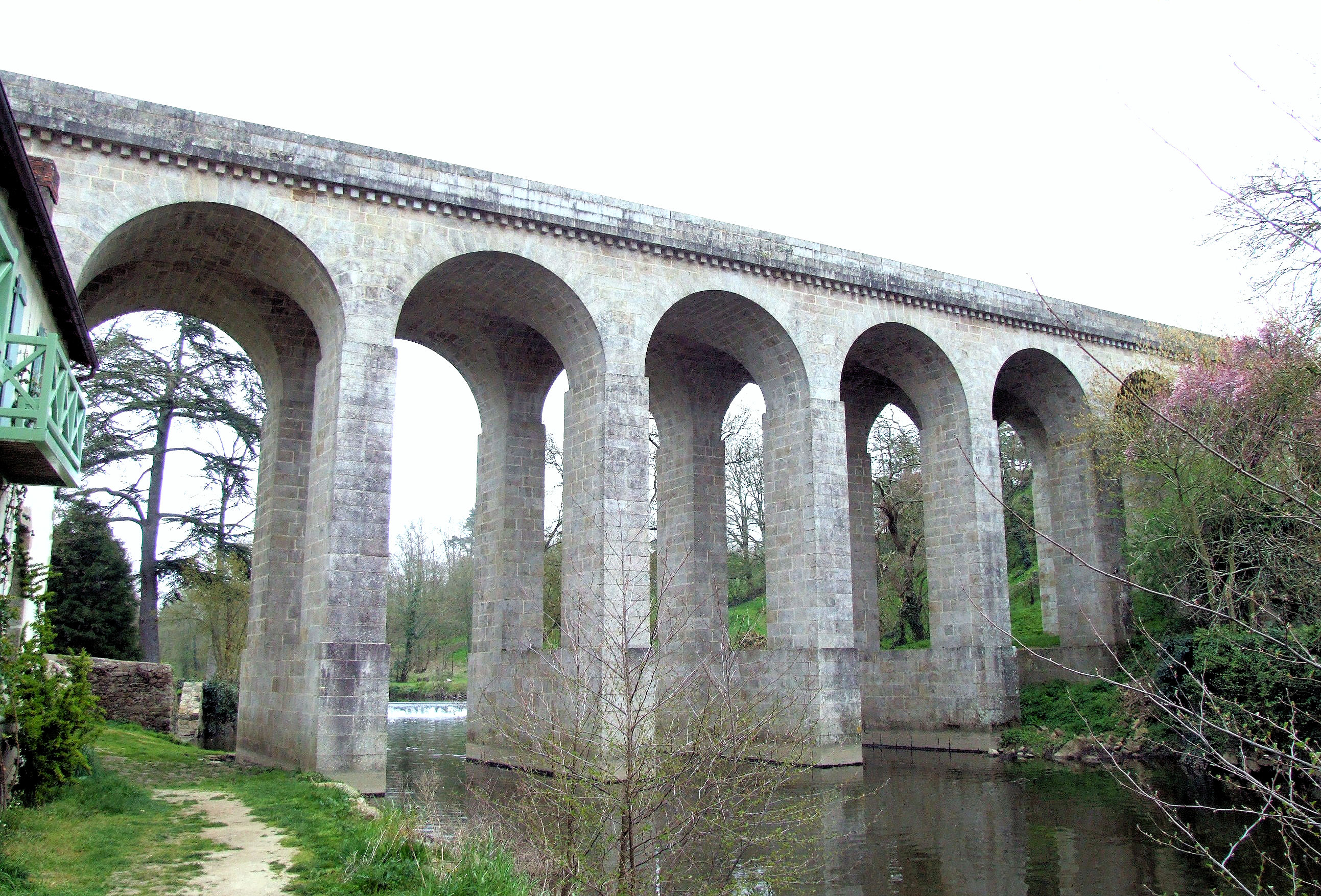
Le viaduc de Clisson franchissant la Moine, emprunté par la RS 1 aujourd'hui RD 149 (ex-RN 149).

En 1832, à la suite de la tentative de soulèvement par la duchesse de Berry en Vendée, le roi Louis-Philippe Ier décide de la construction d'un réseau de routes militaires dans l'Ouest de la France pour permettre une arrivée très rapide des forces armées.
Avec le temps, les routes stratégiques ont perdu leur intérêt. Un décret impérial du 10 juillet 1862 les a classées parmi les routes impériales ou départementales.

## Ouvrages d'art
- Le viaduc de Clisson construit de 1835 à 1841 pour permettre à la RS 1 de traverser la Moine à Clisson.

## Liste des routes stratégiques définie en 1832
| Numéro | Parcours                                      |
| ------ | --------------------------------------------- |
| RS 1   | Poitiers - Nantes                             |
| RS 2   | Saumur - La Rochelle                          |
| RS 3   | Champtoceaux - Saint-Lambert-du-Lattay        |
| RS 4   | Aizenay - Saint-Gilles-Croix-de-Vie           |
| RS 5   | Nantes - Machecoul                            |
| RS 6   | Cossé-le-Vivien - Bais                        |
| RS 7   | Cholet - Saint-Jean-de-Monts                  |
| RS 8   | Laval - Château-Gontier                       |
| RS 9   | Angers - Niort                                |
| RS 10  | Laval - Ancenis                               |
| RS 11  | La Roche-sur-Yon (Bourbon-Vendée) - Bressuire |
| RS 12  | Le Lion-d'Angers - Ancenis                    |
| RS 13  | Chantonnay - Parthenay                        |
| RS 14  | Mayenne - Sablé-sur-Sarthe                    |
| RS 15  | Craon - Champtocé-sur-Loire                   |
| RS 16  | Nort-sur-Erdre - Candé                        |
| RS 17  | Vihiers - Mauléon (Châtillon-sur-Sèvre)       |
| RS 18  | Legé - Machecoul                              |
| RS 19  | Tiffauges - La Châtaigneraie                  |
| RS 20  | Laval - Fougères                              |
| RS 21  | Ancenis - Montaigu                            |
| RS 22  | Craon - La Guerche-de-Bretagne                |
| RS 23  | Nantes - La Barre-de-Monts                    |
| RS 24  | Château-Gontier - Châteauneuf-sur-Sarthe      |
| RS 25  | Nantes - La Roche-sur-Yon (Bourbon-Vendée)    |
| RS 26  | Morannes - Grez-en-Bouère                     |
| RS 27  | Château-Gontier - Segré                       |
| RS 28  | Beaupréau - Clisson                           |
| RS 29  | Grez-en-Bouère - Melay                        |
| RS 30  | Nantes - Ancenis (rive gauche)                |
| RS 31  | Gennes-sur-Glaize - Morannes                  |
| RS 32  | Montjean-sur-Loire - Jallais                  |
| RS 33  | Ernée - Vitré                                 |
| RS 34  | Évron - Sillé-le-Guillaume                    |
| RS 35  | Ernée - Montsurs                              |
| RS 36  | Château-Gontier - Cossé-le-Vivien             |
| RS 37  | Saint-Poix - Vitré                            |
| RS 38  | Evron - Le Mans                               |

## Reclassement de 1862
Les routes stratégiques sont devenues en totalité ou en partie des routes nationales en 1862 :
| Nouveau numéro | Parcours                                                             | Numéro actuel              |
| -------------- | -------------------------------------------------------------------- | -------------------------- |
| RN 23 bis      | Pré-en-Pail (Alençon) - Ancenis (Nantes)                             | RD 20 RN 162 RD 923        |
| RN 137 bis     | La Roche-sur-Yon (Napoléon-Vendée) - Nantes                          | RD 937                     |
| RN 138 ter     | Marans (La Rochelle) - Thouars (Saumur)                              | RD 938 ter                 |
| RN 148 bis     | Poitiers - Nantes                                                    | RN 149 RD 149 RD 949       |
| RN 149 bis     | Parthenay (Poitiers) - Bournezeau (La Roche-sur-Yon/Napoléon-Vendée) | RD 949 bis                 |
| RN 159 bis     | Durtal (La Flèche) - Craon (Rennes)                                  | RD 859 RD 22               |
| RN 160 bis     | Bressuire (Saumur) - Chantonnay (La Roche-sur-Yon/Napoléon-Vendée)   | RD 960 bis                 |
| RN 161 bis     | Segré - Chemillé (Cholet)                                            | RD 961                     |
| RN 162 bis     | Sablé-sur-Sarthe (La Flèche) - Mayenne                               | RD 24                      |
| RN 163 bis     | Le Lion-d'Angers (Angers) - Rennes                                   | RD 775 RD 863 RD 25 RD 463 |
| RN 178 bis     | Laval - Ancenis (Nantes)                                             | RD 771 (ex-RN 171) RD 878  |